# The New England Journal of Medicine
The New England Journal of Medicine (abbreviato «N Engl J Med» o NEJM) è una rivista in lingua inglese edita dalla Massachusetts Medical Society che pubblica articoli selezionati per revisione paritaria (in inglese peer review).

## Storia
Il NEJM fu fondato da John Collins Warren nel 1812 come trimestrale col titolo The New England Journal of Medicine and Surgery. Nel 1828 divenne settimanale e cambiò nome in The Boston Medical and Surgical Journal; assunse il suo nome attuale cento anni più tardi.

## Influenza
Il NEJM è una delle più importanti e diffuse pubblicazioni di medicina generale al mondo. È anche la più vecchia rivista di medicina al mondo, pubblicata senza interruzioni da più di due secoli. Pubblica editoriali, articoli di ricerche originali, rassegne e casi clinici. Ha inoltre il più alto fattore di impatto (Impact Factor) fra le pubblicazioni di medicina generale (compresi il Journal of the American Medical Association e The Lancet); nel 2014, il fattore di impatto era 54, e secondo Journal Citation Reports è stata la prima rivista scientifica a superare il punteggio di 50.

## Politica dell'Open access
NEJM fornisce gratuitamente l'accesso on-line differito (sei mesi dopo pubblicazione) ai suoi articoli di ricerca fin dal 1993. Questo ritardo non viene applicato ai lettori dei paesi in via di sviluppo, per i quali il contenuto è sempre disponibile gratuitamente per uso personale. 
Il NEJM permette anche di scaricare gratuitamente podcast di argomento medico, con interviste audio a medici e ricercatori che pubblicano nel giornale, video che mostrano tecniche e procedure mediche, immagini, ecc.

## Editor
- Walter Prentice Bowers, 1921–1937
- Robert Nason Nye, 1937–1947
- Joseph Garland, 1947–1967
- Franz J. Ingelfinger, 1967–1977
- Arnold S. Relman, 1977–1991
- Jerome P. Kassirer, 1991–1999
- Marcia Angell, 1999–2000
- Jeffrey M. Drazen, 2000-